# Lo Specchio (periodico)
Lo Specchio è stato un settimanale italiano di politica e di costume. Fondato nel 1958, visse fino al 1975.

## Storia
Fu tra i principali settimanali nazionali degli anni sessanta nel campo conservatore. Il panorama giornalistico italiano dell'epoca era sommariamente diviso in due blocchi: da una parte l'area governativa, dall'altra quella più rivoluzionaria, vicina alla sinistra. Anche lo scenario politico internazionale era polarizzato tra governi filo occidentali e il blocco comunista, guidato da Cina e Unione Sovietica. Lo Specchio scelse una linea editoriale indipendente; verso il governo mantenne una posizione critica di stampo conservatore e più vicino alla destra politica.
Il settimanale, diretto da Giorgio Nelson Page (cittadino americano ed ex fascista), fu tra i primi a pubblicare indagini giornalistiche e di costume sul modello del giornalismo d'inchiesta nordamericano. Lo fece con la rubrica "Cronache Italiane" di Giulio Attilio Schettini. Divennero celebri anche le "Cronache Bizantine" a firma del barone Enrico de Boccard e di Giacomo Alexis. Quest'ultimo raccontò per primo quella che divenne nota come "Dolce vita": sulle colonne de Lo Specchio apparvero i primi salotti romani, le attricette, le passioni dei divi di Hollywood e del jet set internazionale che, a quei tempi, si incontrava soprattutto lungo via Veneto a Roma, a Capri e a Cortina d'Ampezzo. Il settimanale fu anche il precursore della satira di destra: la redazione annoverava tra le sue file Pier Francesco Pingitore, futuro fondatore della compagnia teatrale Il Bagaglino.
Lo Specchio ospitò sia firme note che giovani emergenti: da Giano Accame, Panfilo Gentile, Fabrizio Sarazani per la politica, Olghina di Robilant per il costume, Bruno Begnotti ("Del Basco") per le vignette di politica e costume ad Anton Giulio Bragaglia, Henry Furst, Carla Pilolli, Alberto Perrini, Piero Palumbo, Giose Rimanelli, Dino Sanzò, Fiora Gandolfi, poi moglie di Helenio Herrera, Giò Stajano e il giovane Italo Cucci, che realizzò la prima grande inchiesta sul Triangolo della morte. Tra il 1960 e il 1962 si distinse, insieme ad altri periodici di destra, per una violenta campagna denigratoria nei confronti di Pier Paolo Pasolini. La stessa veemenza fu usata, nel 1965, contro don Lorenzo Milani in occasione della vicenda legata alla polemica sulla questione dell'obiezione di coscienza descritta in L'obbedienza non è più una virtù.
Il settimanale cessò le pubblicazioni nel 1975.

## Citazioni in letteratura, teatro e cinema
- In una scena del film Totò e Cleopatra (1963), diretto da Fernando Cerchio, Totonno, nelle vesti del fratellastro Marco Antonio, esclama davanti a Ottavio e a Lepido «... e se lo sanno i giornalisti, siamo fregati, andiamo a finire tutti su Lo Specchio!»
- In una scena del film Night Club (1989), diretto da Sergio Corbucci, il ragionier Piero Grassi (Massimo Wertmüller) riferisce al collega Ottaviano Volantini (Roberto Ciufoli) di aver letto di una sfilata di moda su Lo Specchio